# Неструєв Федір Абрамович
Федір Абрамович Неструєв (1896, Харківська губернія — розстріляний 9 січня 1938, місто Харків) — радянський державний діяч, відповідальний секретар Запорізького міського комітету КП(б)У.

## Життєпис
Народився у 1896 (за іншими даними — у 1894) році. За фахом — учитель.
Член РКП(б) з 1918 року.
З 1918 року — голова повітової Надзвичайної комісії в Полтавській губернії, заступник голови Полтавської губернської Надзвичайної комісії (ВЧК). Брав активну участь у громадянській війні в Росії. Організував та очолив радянський партизанській загін, який згодом було реорганізовано у регулярний полк під його командуванням.
Потім працював у продовольчих органах та на фінансовій роботі. З 1927 року — на відповідальній радянській і господарській роботі у Дніпропетровську.
У 1931—1932 роках — завідувач організаційного відділу Дніпропетровського міського комітету КП(б)У. Член бюро Дніпропетровського міського комітету КП(б)У та член бюро Дніпропетровського обласного комітету КП(б)У (з 3 липня 1932 року).
14 лютого — 11 вересня 1932 року — відповідальний секретар Запорізького міського комітету КП(б)У Дніпропетровської області.
З 20 вересня 1932 року — заступник Народного комісара фінансів Української СРР.
Потім працював у Кримській АРСР. До липня 1937 року — керуючий Кримдержбудтрестом у місті Сімферополі
29 липня 1937 року заарештований органами НКВС. 8 січня 1938 року засуджений Верховним судом СРСР до розстрілу. Розстріляний наступного дня.
Посмертно реабілітований 6 лютого 1957 року.